# Strmec (Preseka)
Strmec is een plaats in de gemeente Preseka in de Kroatische provincie Zagreb. De plaats telt 28 inwoners (2001).